# 三顧草廬
三顧茅廬是指东汉末年刘备三次到诸葛亮的住处，请他出山辅佐自己的事件。此事件最早见于諸葛亮的《出師表》，该文提到刘备「三顧臣於草廬之中，諮臣以當世之事，由是感激」。《三国志》中对此仅有“凡三往，乃見”的简略记述。《三国演义》 对此事件进行了扩写。三顾茅庐后来成为形容求贤若渴的成语。
建安十二年（207年）冬，当时駐軍新野的刘备在徐庶的建議下，三次到卧龙岗拜访诸葛亮。前两次都没见到诸葛亮，第三次终于相见。谈话中，诸葛亮为刘备分析了天下形势，提出先取荆州为家，再取益州成鼎足之势，继而图取中原的战略构想，这就是著名的《隆中对》（又稱《草庐对》）。三顾茅庐之后，诸葛亮出山成为刘备的军师。刘备集团後來的種種攻略皆本於此。

## 成語典故出處
- 「先帝不以臣卑鄙，猥自枉屈，三顧臣於草廬之中，諮臣以當世之事，由是感激，遂許先帝以驅馳。」　--諸葛亮《前出師表》

## 後世小説故事
《三國演義》描述劉備和關羽，張飛一起去拜訪諸葛亮，想請他下山幫忙做軍師。但他們第一次去他不在，第二次諸葛亮又剛好出了門，第三次諸葛亮在睡覺，他們等到太陽下山，諸葛亮才睡醒，諸葛亮被劉備三次拜訪的誠意所感動，終於答應幫助劉備。

## 對後世的影響
- 「三顧頻煩天下計，兩朝開濟老臣心。」--唐朝 杜甫 《蜀相》頸聯。
- 「兩表酬三顧，一對足千秋。」-- 明朝 遊俊題於「三顧堂」正門的對聯。
- 「草庐三顾屈英雄，慷慨南阳起卧龙。鼎足未安星有陨，阵图留于浪涛舂。」-- 明朝 唐伯虎《三顧》。
- 「先生晦迹卧山林，三顾那逢圣主寻。 鱼到南阳方得水，龙飞天汉便为霖。托孤既尽殷勤礼，报国还倾忠义心。前后出师遗表在，令人一览泪沾襟。」-- 白居易 《詠史》。

### 文學的模仿
- 後世小說的情節模仿者：

- 如《東周列國志·第26回》歌扊扅百里認妻　獲陳寶穆公證夢。

- 日本文學中的竹中重治（1544年－1579年）。

1. 《武功夜話》「三請竹中」。
2. 《繪本太閤記》「七顧栗原山」，人稱「太閤七顧」。
3. 柴田煉三郎的《豐臣秀吉傳記》。
4. 竹中重治之子，竹中重門所著的《豐鑑》中，作了「今孔明」的比方。

## 現代用法
「三顧茅廬」的現在用法是企業為了求賢良棟材，親自拿優渥的條件去尋問之，這就成了「三顧茅廬」。

## 相關成語

### 初出茅廬
《三国演義》第三十九回：“直須驚破曹公膽，初出茅廬第一功。”現比喻剛離開家庭或學校出來工作，缺乏經驗。

### 如魚得水
《三国演義》第四十三回：“近聞劉豫州三顧於草廬之中，幸得先生，以為如魚得水，思欲席捲荊襄。”，就是說好像魚和水般的契合。比喻得到和自己意氣相投的人或很適合的環境。